# Femicid
Femicid (från latin femina, kvinna, och -cidium, mord) är ett brott där en kvinna mördas på grund av könsrelaterade faktorer, inklusive misogyni, patriarkala normer och kontrollbehov.
Femicid kan inkludera en rad olika handlingar, som våld i nära relationer, hedersmord och mord kopplade till sexuellt våld. Brottet har fått ökad internationell uppmärksamhet som en indikator på strukturell ojämlikhet och bristande skydd för kvinnors mänskliga rättigheter. I många länder finns numera specifika lagar och åtgärder för att förebygga och beivra femicid samt stödja överlevare av könsrelaterat våld.

## Historia och definition
Termen femicid introducerades först i England 1801 av författaren John Corry, med betydelsen "mord på en kvinna". År 1976 definierade den feministiska författaren Diana EH Russell först implicit termen som ett hatmord på kvinnor av män men omdefinierade det senare som "mord på kvinnor av män eftersom de är kvinnor". Ibland används en bredare definition som inkluderar alla mord på kvinnor. Femicid kan begås av båda könen, men begås oftare av män. 